# 22 février en sport
22 janvier 22 mars
Chronologies thématiques
- Croisades
- Ferroviaires
- Disney

Le 22 février (53e jour de l'année) en sport.

## Événements

### XIXesiècle
- 1888 :
  - (Golf) : l'Écossais John Reid (en) fait une démonstration de golf pour les Américains[1].
- 1890 :
  - (Football /Coupe d'Écosse) : au Ibrox Park de Glasgow, le Queen's Park FC s'impose face au Vale of Leven FC 2-1 après un premier match nul en finale de la Coupe d'Écosse[2],[3].

### XXesièclede1901à1950
- 1928 :
  - (Automobile) : à Daytona Beach, Ray Keech établi un nouveau record de vitesse terrestre : 334,02 km/h.
- 1933 :
  - (Automobile) : Malcolm Campbell roule à 437,320 km/h à bord du Blue Bird et établit ainsi un nouveau record de vitesse terrestre.

### XXesièclede1951à2000
- 1968 :
  - (Football) : premier match officiel de l'Équipe d'Italie de football féminin. À cette occasion, les Italiennes s'imposent 2-1 face à l'Équipe de Tchécoslovaquie de football féminin.
- 1998 :
  - (JO d'hiver) : clôture des Jeux olympiques d'hiver de 1998 à Nagano (Japon).
- 1998 :
  - (Compétition motocycliste / Enduro du Touquet) : Arnaud Demeester s'impose sur les plages du Touquet sur une Yamaha.

### XXIesiècle
- 2003 :
  - (Ski nordique) : le sauteur à ski japonais Noriaki Kasai remporte aux Championnats du monde de ski nordique à Val di Fiemme (Italie), avec un saut à 131 mètres à son premier essai et 130,5 mètres au second, sa première médaille lors d'une compétition individuelle en championnat du monde ou aux Jeux olympiques, en obtenant la troisième place du concours sur le grand tremplin (médaille de bronze).
- 2007 :
  - (Cyclisme) : l'Union cycliste internationale, en conflit avec les organisateurs des Grands Tours qui ont refusé d'intégrer le circuit ProTour dès son lancement fin 2004, demande par courrier aux équipes du ProTour invitées à participer au Paris-Nice (du 11 au 18 mars) de ne pas s'y rendre. Ce boycott que tente d'imposer l'instance internationale est motivé par l'absence de l'équipe belgo-suédoise Unibet, titulaire d'une licence ProTour, qui, pour l'UCI, donne droit à une qualification d'office.
- 2008 :
  - (Sport automobile) : les dirigeants des championnats Champ Car et IRL IndyCar Series annoncent être parvenus à un accord de principe quant à la fusion de leurs deux championnats. Les modalités précises de cette fusion (qui dans les faits, devrait consister en une absorption du Champ Car par l'IRL dès la saison 2008) restent néanmoins à préciser. Cet accord marque la fin d'un schisme de 12 années au sein des courses de monoplaces américaines.
  - (Football) : Création du FK Krasnodar, club de foot russe.
- 2010 :
  - (JO d'hiver) : à Vancouver au Canada 11e jour de compétition.
- 2014 :
  - (JO d'hiver) : à Sotchi en Russie 17e jour de compétition.
  - (Rugby à XV) : dans le Tournoi des Six Nations, au Stade olympique à Rome, l'équipe d'Écosse s'impose 21-20 face à l'équipe d'Italie puis au Stade de Twickenham à Londres, l'équipe d'Angleterre bat l'équipe d'Irlande 13-10.
- 2015 :
  - (Basket-ball / Leaders Cup) : Strasbourg remporte son premier titre depuis 2005 en battant Le Mans en finale de la Leaders Cup (60-58).
  - (Cyclisme sur piste / Championnats du monde de cyclisme sur piste) : le Français Grégory Baugé remporte la vitesse individuelle, les Français Morgan Kneisky et Bryan Coquard l'américaine, l'Australienne Annette Edmondson l'Omniun et sa compatriote Anna Meares le Keirin.
  - (Tennis / (ATP World Tour) : le Français Gilles Simon a dominé son compatriote et ami Gaël Monfils en finale du tournoi de Marseille (6-4, 1-6, 7-6). Le Niçois redevient le joueur français le plus titré en activité avec désormais 12 trophées en carrière. Seul Yannick Noah a fait mieux dans l’ère Open (23 couronnes). Dans le double, c'est le Croate Marin Draganja associé au Finlandais Henri Kontinen qui l'emportent face à la paire Britannique Colin Fleming et Jonathan Marray (6-4, 3-6, 10-8).
- 2018 :
  - (JO d'hiver) : à Pyeongchang en Corée du Sud, 15e jour de compétition.
- 2020 :
  - (Biathlon /Championnats du monde) : lors des championnats du monde de biathlon, sur le relais féminin 4 × 6 km, victoire des Norvégiennes Synnøve Solemdal, Ingrid Landmark Tandrevold, Tiril Eckhoff et Marte Olsbu Røiseland qui devancent les Allemandes et les Ukrainiennes, sur le relais masculin 4 × 7,5 km, victoire des français Émilien Jacquelin, Martin Fourcade, Simon Desthieux et Quentin Fillon Maillet qui devancent les Norvégiens et les Allemands.
  - (Rugby à XV /Tournoi masculin) : au Stade olympique de Rome l'Italie est battue par l'Écosse 0 - 17 et au Millennium Stadium de Cardiff, les Gallois sont battus par la France 23 - 27.

## Naissances

### XIXesiècle
- 1847 :
  - Edgar Lubbock, footballeur anglais. († 9 septembre 1907).
- 1871 :
  - Willy Tischbein, pilote de courses automobile et industriel allemand. († 9 février 1946).
- 1875 :
  - Graham Drinkwater, hockeyeur sur glace canadien. († 27 septembre 1946).
- 1878 :
  - Gaston Alibert, épéiste français. Champion olympique de l'épée individuel et par équipes aux Jeux de Londres 1908. († 26 décembre 1917).
- 1880 :
  - John Daly, athlète de fond irlandais et britannique. Médaillé d'argent du 2590 m steeple aux Jeux de Saint-Louis 1904. († 11 mars 1969).
  - Eric Lemming, athlète de lancer suédois. Champion olympique du javelot et du javelot style libre aux Jeux de Londres 1908 puis champion olympique du javelot aux Jeux de Stockholm 1912. († 5 juin 1930).
  - Herman Nyberg, skipper suédois. Champion olympique du 10 m aux Jeux de Stockholm 1912. († 6 juillet 1968).
- 1896 :
  - Edvin Wide, athlète de fond suédois. Médaillé de bronze du 3 0000 m par équipes aux Jeux d'Anvers 1920 puis médaillé d'argent du 10 000 m et de bronze du 5 000 m aux Jeux de Paris 1924 et médaillé de bronze du 5 000 m et 10 000 m aux Jeux d'Amsterdam 1928. († 19 juin 1996).

### XXesièclede1901à1950
- 1916 :
  - Elizabeth Taylor, athlète de haies canadienne. Médaillée de bronze du 80 m haies aux Jeux de Berlin 1936. († 2 février 1977).
- 1918 :
  - Sid Abel, hockeyeur sur glace puis entraîneur canadien. († 8 février 2000).
- 1920 :
  - André Barrais, basketteur français. Médaillé d'argent aux Jeux de Londres 1948. (6 sélections en équipe de France). († 15 janvier 2004).
- 1922 :
  - Jesús Iglesias, pilote de courses automobile argentin. († 11 juillet 2005).
- 1923 :
  - Françoise Gignoux, skieuse alpine puis pilote automobile française. († 24 octobre 1996).
  - Bleddyn Williams, joueur de rugby à XV gallois. Vainqueur du Grand Chelem 1952, des tournois des Cinq Nations 1947, 1954 et 1955. (22 sélections en équipe nationale). († 6 juillet 2009).
- 1928 :
  - Luigi Fuin, footballeur italien. († 5 novembre 2009).
- 1930 :
  - Jean Bobet, cycliste sur route puis journaliste sportif français. Vainqueur de Paris-Nice 1955. († 27 juillet 2022).
- 1933 :
  - Bobby Smith, footballeur anglais. Vainqueur de la Coupe d'Europe des vainqueurs de coupe 1963. (15 sélections en équipe nationale). († 18 septembre 2010).
- 1937 :
  - Tommy Aaron, golfeur américain. Vainqueur du Masters 1973.
  - Noël Murphy, joueur de rugby à XV puis entraîneur irlandais. (41 sélections en équipe nationale). Sélectionneur de l'équipe d'Irlande de 1977 à 1980.
- 1938 :
  - Steve Barber, joueur de baseball américain. († 4 février 2007).
- 1940 :
  - Ugo Colombo, cycliste sur route italien.
- 1941 :
  - Rolland Ehrhardt, footballeur puis entraîneur français. († 3 janvier 2007).
  - Jürgen Nöldner, footballeur est-allemand. Médaillé de bronze aux Jeux de Tokyo 1964. (30 sélections en équipe nationale).
- 1943 :
  - Jean-Luc Maury-Laribière, pilote de courses automobile français.
- 1944 :
  - Jorge de Bagration, pilote de courses automobile hispano-géorgien. († 16 janvier 2008).
  - Tom Okker, joueur de tennis néerlandais.
  - Jean-Louis Ricci, pilote de courses automobile d'endurance français. († 27 février 2001).
- 1949 :
  - Niki Lauda, pilote de F1 autrichien. Champion du monde de F1 1975, 1977 et 1984. (25 victoires en Grand Prix). († 20 mai 2019).
  - Olga Morozova, joueuse de tennis soviétique puis russe.
  - Luigi Taverna, pilote de courses automobile italien.
- 1950 :
  - Julius Erving, basketteur américain.

### XXesièclede1951à2000
- 1951 :
  - Bruno Boscherie, fleurettiste français. Champion olympique par équipes aux Jeux de Moscou 1980. Champion du monde d'escrime du fleuret par équipes 1971.
  - Patrick Dralet, footballeur français.
- 1952 :
  - Debra Sapenter, athlète de haies et de sprint américaine. Médaillée d'argent du relais 4 × 400 m aux jeux de Montréal 1976.
  - Thomas Wessinghage, athlète de demi-fond et de fond allemand. Champion d'Europe d'athlétisme du 5 000m 1982
- 1953 :
  - Evelin Kaufer, athlète de sprint est-allemande puis allemande. Médaillée d'argent du relais 4 × 100 m aux Jeux de Munich 1972.
  - Hugo Thijs, coureur cycliste belge.
- 1954 :
  - William Tanui, athlète de demi-fond kényan. Champion olympique du 800m aux Jeux de Barcelone 1992. Champion d'Afrique d'athlétisme du 800m 1990.
- 1956 :
  - Almo Coppelli, pilote de courses automobile d'endurance italien.
- 1960 :
  - Cássio Motta, joueur de tennis brésilien.
  - Jean-Louis Prianon, athlète de steeple français.
- 1963 :
  - Vijay Singh, golfeur fidjien. Vainqueur des USPGA 1998 et 2004 puis du Masters 2000.
- 1964 :
  - Gigi Fernández, joueuse de tennis américaine. Championne olympique du double aux Jeux de Barcelone 1992 et aux Jeux d'Atlanta 1996. Victorieuse de la Fed Cup 1990.
  - William Tanui, athlète de demi-fond kényan. Champion olympique du 800 m aux Jeux de Barcelone. Champion d'Afrique d'athlétisme du 800 m 1990.
  - Magnus Wislander, handballeur suédois. Médaillé d'argent aux Jeux de Barcelone 1992 puis aux Jeux d'Atlanta 1996 et aux Jeux de Sydney 2000. Champion du monde de handball 1990 et 1999. Champion d'Europe de handball 1994, 1998, 2000 et 2002. (384 sélections en Équipe de Suède).
- 1965 :
  - Pat LaFontaine, hockeyeur sur glace américain.
- 1968 :
  - Erica Alfridi, athlète de marche italienne.
- 1969 :
  - Brian Laudrup, footballeur danois. Champion d'Europe de football 1992. (82 sélections en équipe nationale).
  - Marc Wilmots, footballeur puis entraîneur belge. Vainqueur de la Coupe UEFA 1997. Sélectionneur de l'équipe de Belgique. (70 sélections en équipe nationale).
- 1972 :
  - Michael Chang, joueur de tennis américain. Vainqueur du tournoi de Roland-Garros et de la Coupe Davis 1990.
  - Laurence Leboucher, cycliste de VTT et de cyclo-cross français. Championne du monde de cyclo-cross 2002 et 2004. Championne du monde de VTT 1998 et championne du monde de VTT par équipes 2008.
  - Claudia Pechstein, patineuse de vitesse allemande. Médaillée de bronze du 5 000 m aux Jeux d'Albertville 1992, championne olympique du 5 000 m et médaillée de bronze du 3 000 m aux Jeux de Lillehammer 1994, championne olympique du 5 000 m et médaillée d'argent du 3 000 m aux Jeux de Nagano 1998, championne olympique du 5 000 m et du 3 000 m aux Jeux de Salt Lake City 2002 puis championne olympique de la poursuite par équipes et médaillée d'argent du 5 000 m aux Jeux de Turin 2006.
- 1973 :
  - Artchil Arveladze, footballeur géorgien. (32 sélections en équipe nationale).
  - Shota Arveladze, footballeur puis entraîneur géorgien. (10 sélections en équipe nationale).
  - Philippe Gaumont, cycliste sur route français. Médaillé de bronze au contre-la-montre par équipe aux Jeux de Barcelone 1992. Vainqueur des Quatre Jours de Dunkerque 1996 et de Gand-Wevelgem 1997. († 17 mai 2013).
  - Olivier Girault, handballeur puis entraîneur français. Champion olympique aux Jeux de Pékin 2008. Champion du monde de handball 2001. Champion d'Europe de handball 2006. (235 sélections en équipe de France).
  - Plamen Kralev, pilote de courses automobile bulgare.
- 1977 :
  - Mads Kaggestad, cycliste sur route norvégien.
- 1979 :
  - Brett Emerton, footballeur australien. Champion d'Océanie de football 2000 puis 2004. Vainqueur de la Coupe UEFA 2002. (95 sélections en équipe de nationale).
  - Demond Mallet, basketteur américain.
- 1980 :
  - Jimmie Ericsson, hockeyeur sur glace suédois. Médaillé d'argent aux Jeux de Sotchi 2014. Champion du monde de hockey sur glace 2013.
  - Clotilde Flaugère, joueuse de rugby à XV française. Victorieuse des Grands Chelems 2002, 2004 et 2005. (20 sélections équipe de France).
  - Erzsébet Viski, kayakiste hongroise. Médaillée d'argent du 500 m 4 places aux Jeux de Sydney 2000 et aux Jeux d'Athènes 2004. Championne du monde de course en ligne de canoë-kayak du K-4 200 m de 1998, championne du monde de course en ligne de canoë-kayak du K-4 200 m et K-4 500 m de 1999, 2001, 2002 et 2003, championne du monde de course en ligne de canoë-kayak du K-4 1000 m de 2005.
- 1981 :
  - Assan Bazayev, cycliste sur route kazakh.
- 1982 :
  - Kelly Johnson, joueur de baseball américain.
  - Tetyana Petlyuk, athlète de demi-fond ukrainienne.
  - Siaka Tiéné, footballeur ivoirien. Champion d'Afrique de football 2015. (103 sélections en équipe nationale).
- 1983 :
  - Andreï Taratoukhine, hockeyeur sur glace russe.
- 1984 :
  - Julio Colombo, footballeur français.
  - Branislav Ivanović, footballeur serbe. Vainqueur de la Ligue des champions 2012 et de la Ligue Europa 2013. (104 sélections en équipe nationale).
  - Volha Sudarava, athlète de saut en longueur biélorusse.
- 1985 :
  - Sébastien Furstenberger, rink hockeyeur français. (10 sélections en équipe de France).
  - Natalya Ivoninskaya, athlète de haies kazakh.
  - Yórgos Príntezis, basketteur grec. (90 sélections en équipe nationale).
  - Valero Rivera, handballeur espagnol. Champion du monde de handball masculin 2013. Champion d'Europe masculin de handball 2018. Vainqueur de la Coupe de l'EHF masculine 2003 et de la Ligue des champions 2005. (91 sélections en équipe nationale).
- 1986 :
  - David Jackson, basketteur américain.
  - Mark Allen, joueur de snooker nord-irlandais.
  - Enzo Pérez, footballeur argentin. Vainqueur de la Copa Libertadores 2009 et 2018. (26 sélections en équipe nationale).
  - Rajon Rondo, basketteur américain.
- 1987 :
  - Sergio Romero, footballeur argentin. Champion olympique aux Jeux de Pékin 2008. Vainqueur de la Ligue Europa 2017. (96 sélections en équipe nationale).
  - Itay Shechter, footballeur roumain-israélien. (24 sélections avec l'équipe d'Israël).
  - Lasse Vibe, footballeur danois.
- 1988 :
  - Jonathan Borlée, athlète de sprint belge. Championnats d'Europe d'athlétisme du relais 4×400m 2012, 2016 et 2018.
  - Kévin Borlée, athlète de sprint belge. Championnats d'Europe d'athlétisme du relais 4×400m 2012, 2016 et 2018.
- 1989 :
  - Gaëtan Courtet, footballeur français.
  - Domenico Illuzzi, rink hockeyeur italien. Champion d'Europe de rink hockey masculin 2014
- 1990 :
  - Katarzyna Broniatowska, athlète de demi-fond polonaise.
  - George Kruis, joueur de rugby à XV anglais. Vainqueur des Coupe d'Europe de rugby à XV 2016 et 2017. (27 sélections en équipe nationale).
  - Durand Scott, basketteur américano-jamaïcain.
- 1991 :
  - Frank Fabra, footballeur colombien. (20 sélections en équipe nationale).
  - Andrey Kuznetsov, joueur de tennis russe.
  - Tobias Ludvigsson, cycliste sur route suédois.
- 1992 :
  - Natasha Cloud, basketteuse américaine.
  - Lara González Ortega, handballeuse espagnole. (111 sélections en équipe nationale).
- 1993 :
  - Gide Noel, basketteur français.
- 1995 :
  - Devonte' Graham, basketteur américain.
- 1997 :
  - Jerome Robinson, basketteur américain.
- 1999 : 
  - Kamil Kosiba, volleyeur polonais.

### XXIesiècle
- 2000 :
  - Trayce Jackson-Davis, basketteur américain.
  - Timothy Weah, footballeur américano-libério-français. (31 sélections avec l'équipe des États-Unis).
- 2001 :
  - Keane Lewis-Potter, footballeur anglais.
- 2002 :
  - Andreas Jungdal, footballeur danois.
  - David Pech, footballeur tchèque.
- 2004 :
  - Domagoj Bukvić, footballeur croate.
- 2005 :
  - Steve Ngoura, footballeur franco-camerounais.

## Décès

### XXesièclede1901à1950
- 1916 :
  - Albert Jenicot, 31 ans, footballeur français. (3 sélections en équipe de France). (° 15 février 1885).
- 1918 :
  - Terry McGovern, 37 ans, boxeur américain. Champion du monde poids coqs de boxe de 1899 à 1900 puis champion du monde poids plumes de boxe de 1900 à 1901. (° 9 mars 1880).

### XXesièclede1951à2000
- 1959 :
  - Francis Pélissier, 62 ans, cycliste sur route français. Vainqueur des Bordeaux-Paris 1922 et 1924. (° 16 juin 1894).
  - Harold Hardwick, 70 ans, nageur australien. Champion olympique du relais 4 × 200 m libre puis médaillé de bronze du 400 m et 1 500 m nage libre aux Jeux de Stockholm 1912. (° 14 décembre 1888).
- 1963 :
  - Fritz Becker, 74 ans, footballeur allemand. (1 sélection en équipe nationale). (° 13 septembre 1888).
- 1981 :
  - Pierre Korb, 72 ans, footballeur français (12 sélections en équipe de France). (° 20 avril 1908).
- 1983 :
  - Romain Maes, 70 ans, cycliste sur route belge. Vainqueur du Tour de France 1935. (° 10 août 1912).
  - Paolo Pedretti, 76 ans, cycliste sur piste italien. Champion olympique de la poursuite par équipe aux Jeux de Los Angeles 1932. (° 22 janvier 1906).
- 1986 :
  - Bertrand Fabi, 24 ans, pilote de courses automobile canadien. (° 21 juin 1961).
- 2000 :
  - Raphaël Pujazon, 82 ans, athlète de haies français. Champion d'Europe d'athlétisme du 3 000 m steeple 1946. (° 12 février 1918).

### XXIesiècle
- 2004 :
  - Roque Máspoli, 86 ans, footballeur puis entraîneur uruguayen. Champion du monde de football 1950. (38 sélections en équipe nationale). Sélectionneur de l'équipe d'Uruguay de 1975 à 1977 puis de 1979 à 1982 et de 1997 à 1998. (° 12 octobre 1917).
- 2005 :
  - Honoré Bonnet, 85 ans, entraîneur de ski alpin français. (° 14 novembre 1919).
  - Mario Ricci, 90 ans, cycliste sur route italien. Vainqueur des Tours de Lombardie 1941 et 1945. (° 13 août 1914).
- 2007 :
  - Dennis Johnson, 52 ans, basketteur puis entraîneur américain. (° 18 septembre 1954).